# Nora Reiche
Nora Reiche- Hupel född 16 september 1983 i Leipzig i Östtyskland är en tysk före detta handbollsspelare. Hon var vänsterhänt och spelade högernia.

## Karriär
Nora Reiche spelade för  Vfb Leipzig till 1999 och sedan för HC Leipzig från 1999 till 2007 och vann det tyska mästerskapet med klubben 2006. Hon vann också tyska cupen 2006 och försvarade cuptiteln året därpå. Inför säsongen 2007/2008 flyttade hon till danska toppklubben Viborg HK. 2008, 2009 och 2010 vann hon det danska mästerskapet med Viborg. Dessutom vann hon danska cupen 2007 och 2008. 2009 och 2010 vann hon EHF Champions League. Hösten 2010 började Reiche spela för Thüringer HC, med vilka hon vann tyska mästerskapet 2011 och 2012 och tyskas cupen 2011.  2012 återvände hon till HC Leipzig och avslutade sin karriär där 2013.
Reiche  spelade i det tyska ungdomslandslaget. Hon vann silver vid ungdoms-EM 2001. Sin landslagsdebut gjorde hon den 28 september 2004 mot Nederländerna. Reiche spelade sedan 73 landskamper till 2008, där hon antecknades för 141 mål. Främsta meriten blev ett VM-brons vid VM 2007 i Frankrike.

## Meriter i klubblag
- Tysk mästare 2006 med HC Leipzig
- Tysk mästare 2011, 2012 med Thüringer HC
- Tyska cupen 2006, 2007 med HC Leipzig
- Tyska cupen 2011 med Thüringer HC

- Dansk Mästare 2008, 2009, 2010 med Viborg HK
- Danska Cupen 2007, 2008 med Viborg HK
- EHF Champions League 2009, 2010 med Viborg HK